# Tiếng Rơ Ngao
Tiếng Rơ Ngao là một ngôn ngữ thuộc ngữ chi Bahnar, được nói bởi khoảng 18.000 người Rơ Ngao (một phân nhóm của dân tộc Ba Na) sống ở miền Trung Việt Nam, chủ yếu ở thành phố Kon Tum, huyện Đắk Hà và huyện Đăk Tô tỉnh Kon Tum. Địa bàn cư trú của người Rơ Ngao xen kẽ với người Bahnar và người Xơ Đăng, và cũng là người chủng mới của người người Ba Na.

## Ngữ âm
|          |           | Đôi môi | Răng | Lợi | Ngạc cứng-lợi | Sau lợi | Ngạc cứng | Ngạc mềm | Thanh hầu |
| -------- | --------- | ------- | ---- | --- | ------------- | ------- | --------- | -------- | --------- |
| Tắc      | vô thanh  | p       | t̪    |     |               | ʈ       |           | k        |           |
| Tắc      | hữu thanh | b       | d̪    |     |               | ɖ       |           | ɡ        |           |
| Tắc xát  | vô thanh  |         |      | t͡s  | t͡ʃ            |         |           |          |           |
| Tắc xát  | hữu thanh |         |      | d͡z  | d͡ʒ            |         |           |          |           |
| Xát      | vô thanh  |         |      | s   | ʃ             | ʂ       |           | x        | h         |
| Xát      | hữu thanh |         |      | z   | ʒ             | ʐ       |           | ɣ        |           |
| R        | R         |         |      | r   |               | ɽ       |           |          |           |
| Tiếp cận | Tiếp cận  |         |      | l   |               |         | j         | w        |           |

|      | Trước | Giữa | Sau |
| ---- | ----- | ---- | --- |
| Đóng | i     |      | u   |
| Giữa | e     | ə    | o   |
| Mở   | a     |      | ɑ   |